# Underground Luxury
Albums de B.o.B
Strange Clouds
(2012) Psycadelik Thoughtz
(2015)
Singles
1. We Still in This Bitch
Sortie : 8 janvier 2013
2. HeadBand
Sortie : 21 mai 2013
3. Ready
Sortie : 10 septembre 2013
4. John Doe
Sortie : 3 décembre 2013

Underground Luxury est le troisième album studio du rappeur américain B.o.B, sorti le 17 décembre 2013.

## Liste des titres
| No  | Titre                                             | Auteur                                                                             | Producteur(s)             | Durée |
| --- | ------------------------------------------------- | ---------------------------------------------------------------------------------- | ------------------------- | ----- |
| 1.  | All I Want                                        | B. Simmons, T. Thomas, C. Wallace                                                  | Rock City, Cam Wallace    | 3:23  |
| 2.  | One Day                                           | B. Simmons, A. Davis, G. Cause, C. Montgomery III                                  | DJ Toomp, Geoffro Cause   | 4:45  |
| 3.  | Paper Route                                       | B. Simmons                                                                         | B.o.B                     | 3:32  |
| 4.  | Ready (featuring Future)                          | B. Simmons, N. Wilburn, N. Fisher, C. Montgomery III, R. Diaz                      | Detail                    | 3:39  |
| 5.  | Throwback (featuring Chris Brown)                 | B. Simmons, C. Brown, C. Montgomery III                                            | B.o.B                     | 4:00  |
| 6.  | Back Me Up                                        | B. Simmons, C. Montgomery III                                                      | B.o.B                     | 3:31  |
| 7.  | Coastline                                         | B. Simmons, Y. Chirescu, R. Judrin, P-A. Meiki                                     | SoFLY et Nius             | 3:39  |
| 8.  | Wide Open (featuring Ester Dean)                  | B. Simmons, E. Dean, J. McArthur, G. Proby, L. Schmidt                             | Arthur McArthur           | 2:33  |
| 9.  | FlyMuthaFucka                                     | B. Simmons                                                                         | B.o.B                     | 4:03  |
| 10. | HeadBand (featuring 2 Chainz)                     | B. Simmons, T. Epps, D. MacFarlane, M. Adam, S. Cox, T. Griffin, C. Montgomery III | DJ Mustard                | 3:40  |
| 11. | John Doe (featuring Priscilla Renea)              | B. Simmons, P. Renea                                                               | Geoffro Cause             | 3:32  |
| 12. | Cranberry Moonwalk (featuring Mike Fresh)         | B. Simmons, S. Bolden, M. Davidson, C. Gray, C. Montgomery III, M. Roberts         | B.o.B, FKi, Big Zar       | 4:46  |
| 13. | Nobody Told Me (featuring Usher)                  | B. Simmons, J. Decilveo, T. Hyman, J. Scheffer, I. Deboni, M. Mule                 | Jim Jonsin, Finatik N Zac | 3:23  |
| 14. | Forever (featuring Playboy Tre)                   | B. Simmons, C. Montgomery III, J. Jones                                            | B.o.B                     | 4:34  |
| 15. | We Still in This Bitch (featuring T.I. & Juicy J) | B. Simmons, C. Harris, J. Houston, M. Williams, M. Middlebrooks                    | Mike Will Made It         | 4:08  |

## Classement hebdomadaire
| Charts (2015)                         | Meilleure position |
| ------------------------------------- | ------------------ |
| Billboard 200                         | 22                 |
| US Top R&B/Hip-Hop Albums (Billboard) | 7                  |
| US Top Rap Albums (Billboard)         | 3                  |